# 崆峒山
崆峒山，古称空同山，位于中国甘肃省平凉市以西11公里处，属六盘山支脉，南北走向，长约100公里，平均宽15公里，主峰翠屏峰海拔2123米，垂直高度683米。相传广成子在此修炼得道，黄帝前来向他问道，崆峒山因而被称为“天下道教第一山”。崆峒山集自然景观和人文景观于一身，有“西来第一山”、“西镇奇观”等美誉，是中国国家重点风景名胜区，也是中国五大武术流派之一崆峒派的发祥地。

## 历史

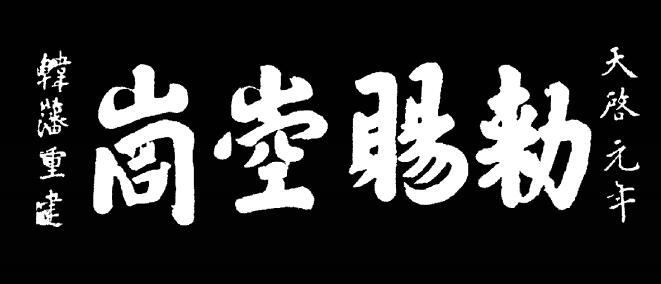
天啟元年（1621年）明熹宗題

传说上古五帝之一黄帝轩辕氏曾亲自登临崆峒山，向隐居在此的广成子“问道”，请教治国之道和养生之术。秦始皇、汉武帝也曾效法黄帝登临崆峒山。司马迁《史记·五帝本纪》说：黄帝『西至于崆峒』。
“崆峒”一词，最早见于春秋时期成书的《尔雅》：「北戴斗极为崆峒」。平凉崆峒山正位于北斗星座的下方，即为所指。《汲冢周书》记载：「崆峒」是大夏、莎车、姑地、旦略、貌胡、其尤、戎翟、匈奴、楼兰、月氏、奸胡、北秋等十二个氏族的首领。
依据《甘肃省志》记载，中华人民共和国成立前夕，崆峒山上寺观仅存西台栖云寺，北台莲花寺及新建茶庵寺、塔院等，共有僧道180余人，赡养土地7000多亩。1958年，在反封建及宗教民主改革中，以及“大跃进”运动中，山上道人年轻力壮者，一律还俗，崆峒山寺观中各种法器、铜像多被击碎，作为废铁炼钢（大炼钢铁）。
文化大革命时期（1966-1976年），山上寺观中历代珍藏的经卷、书法、绘画、古玩等珍贵文物被窃毁殆尽，道教官观仅存两处，一处为太和宫、一为紫霄宫，宗教活动被迫全部停止。改革开放后，宗教活动逐渐恢复，各宫殿、文物古迹开始重修。1980年，在崆峒山南的崆峒前峡修成崆峒峡水库，水电站装机容量1890千瓦。

## 地理
崆峒山森林覆盖率达90%以上，有各类植物1000多种，动物300余种。

山上有道观禅院八台九宫十二院四十二座建筑群和七十二处石府洞天，大多集中分布在“五台”区。

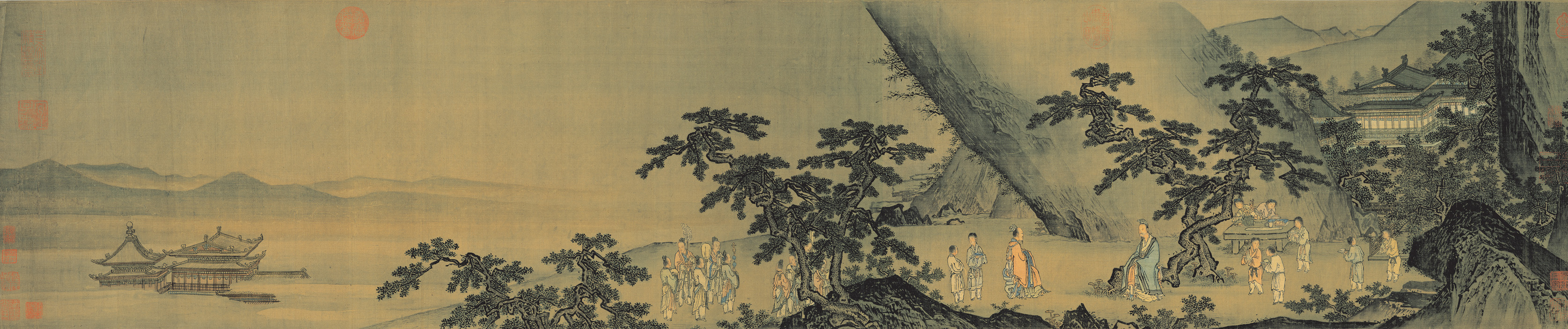
〈軒轅問道圖〉——黃帝在崆峒山問廣成子。 (國立故宮博物院藏)

## 延伸阅读
[在维基数据编辑]
 《欽定古今圖書集成·方輿彙編·山川典·崆峒山部》，出自陈梦雷《古今圖書集成》